# 日耶夫尔
日耶夫尔（法語：Gièvres，法語發音：[ʒjɛvʁ]），法国中部城市，中央-卢瓦尔河谷大区卢瓦-谢尔省的一个市镇，隶属于罗莫朗坦-朗特奈区，其市镇面积为38.05平方公里，2022年1月1日时人口数量为2,290人，在法国城市中排名第4,735位。
日耶夫尔位于卢瓦-谢尔省东南部，谢尔河右岸，隔河与安德尔省相望，是一个区域性的交通枢纽，维耶尔宗—圣皮埃尔代科尔铁路和勒布朗—阿尔让铁路在此交汇。

## 地名来源
“Gièvres”一名最初以“Gabris”的形式被记录于波伊廷格地图中，该名称可能出自高卢人名“Gabrius”或“Gabriac”，亦可能转写自“Carobriva”，意为“谢尔河上的桥”。

## 历史
日耶夫尔的早期历史尚不清楚，其市镇范围内曾发现高卢-罗马时期的村落遗迹。中世纪时，日耶夫尔长期为谢尔河畔的一处普通农业聚落。法国大革命后，日耶夫尔成为卢瓦-谢尔省的一个市镇。1815年，维勒迪约（Villedieu）整体并入日耶夫尔。工业革命期间，途径日耶夫尔的贝里运河、维耶尔宗—圣皮埃尔代科尔铁路和勒布朗—阿尔让铁路相继建成。一战末期，美军曾在日耶夫尔境内修建了大型营地。
1996年，当地的地方文化爱好者创建了日耶夫尔怀旧遗产文化协会（Gièvres, Souvenir, Patrimoine et Culture）。

## 地理

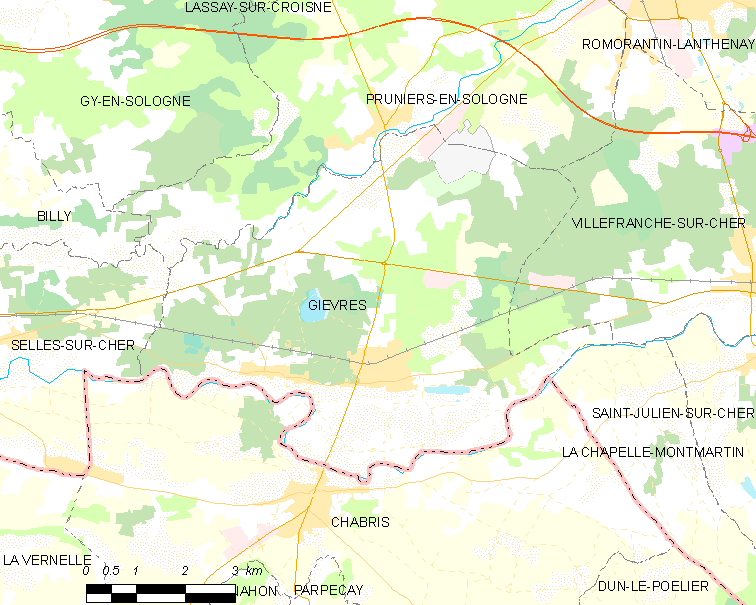
日耶夫尔市镇范围地图

日耶夫尔位于法国中部，中央-卢瓦尔河谷大区中南部和卢瓦-谢尔省东南部，距离省会布卢瓦大约49公里。与日耶夫尔接壤的市镇包括：沙布里、索洛涅地区普吕尼耶、谢尔河畔塞勒、谢尔河畔自由城和拉沙佩勒蒙马丹。

### 地形
日耶夫尔位于索洛涅平原南部，境内以平原为主，市镇中心地势较为平坦，整体地势自南向北略有抬升，全境海拔在72到102米之间。

### 水文
谢尔河干流自东向西流经日耶夫尔市镇南界，人工开凿的贝里运河则从镇中心附近经过，此外日耶夫尔市镇范围内还有多处水塘分布。

### 植被
日耶夫尔位于索洛涅森林南部边缘，属于温带阔叶混交林区，林地广泛分布于市镇范围内的大部分区域。
在鲜花城市的评比中，日耶夫尔暂未被评级。

### 气候
日耶夫尔在柯本气候分类法中属于温带海洋性气候（Cfb）。

## 行政区划
日耶夫尔的市镇编号为41097，邮政编号为41130。
在行政管理方面，日耶夫尔隶属于法国中央-卢瓦尔河谷大区卢瓦-谢尔省罗莫朗坦-朗特奈区；在地方选举方面，日耶夫尔隶属于谢尔河畔塞勒县，其市镇范围全境被划入卢瓦-谢尔省第二选区；在社会管理方面，日耶夫尔是罗莫朗坦-梅讷图市镇公共社区的组成部分。
截至2024年9月，日耶夫尔市镇范围内暂无任何城市敏感街区及城市政策优先街区。
法国国家统计与经济研究所（简称“INSEE”）在进行数据统计时，未将日耶夫尔划入任何城市核心区（Unité urbaine），并将包括日耶夫尔在内的周边共11个市镇划为罗莫朗坦-朗特奈城市区。自2020年起，罗莫朗坦-朗特奈城市区被包含29个市镇的罗莫朗坦-朗特奈城市辐射区代替。此外，INSEE还将日耶夫尔市镇整体看作一个“块区”（IRIS），以便于统计人口分布情况。

## 交通

### 公路
卢瓦-谢尔省省道D20线、D54线、D128线、D724线和D976线在日耶夫尔境内交汇。
2021年，72.6%的日耶夫尔家庭拥有至少一辆私人汽车。2021年，日耶夫尔境内共发生各类交通事故1起，造成1人受伤。
| 13 | 19 |

| 14 | 13 |

| 布卢瓦 | 49 |

| 罗莫朗坦-朗特奈 | 13 |

| 谢尔河畔塞勒 | 10 |

| 谢尔河畔自由城 | 8 |

| 瓦朗赛 | 16 |

| 沙布里 | 2.5 |

### 铁路

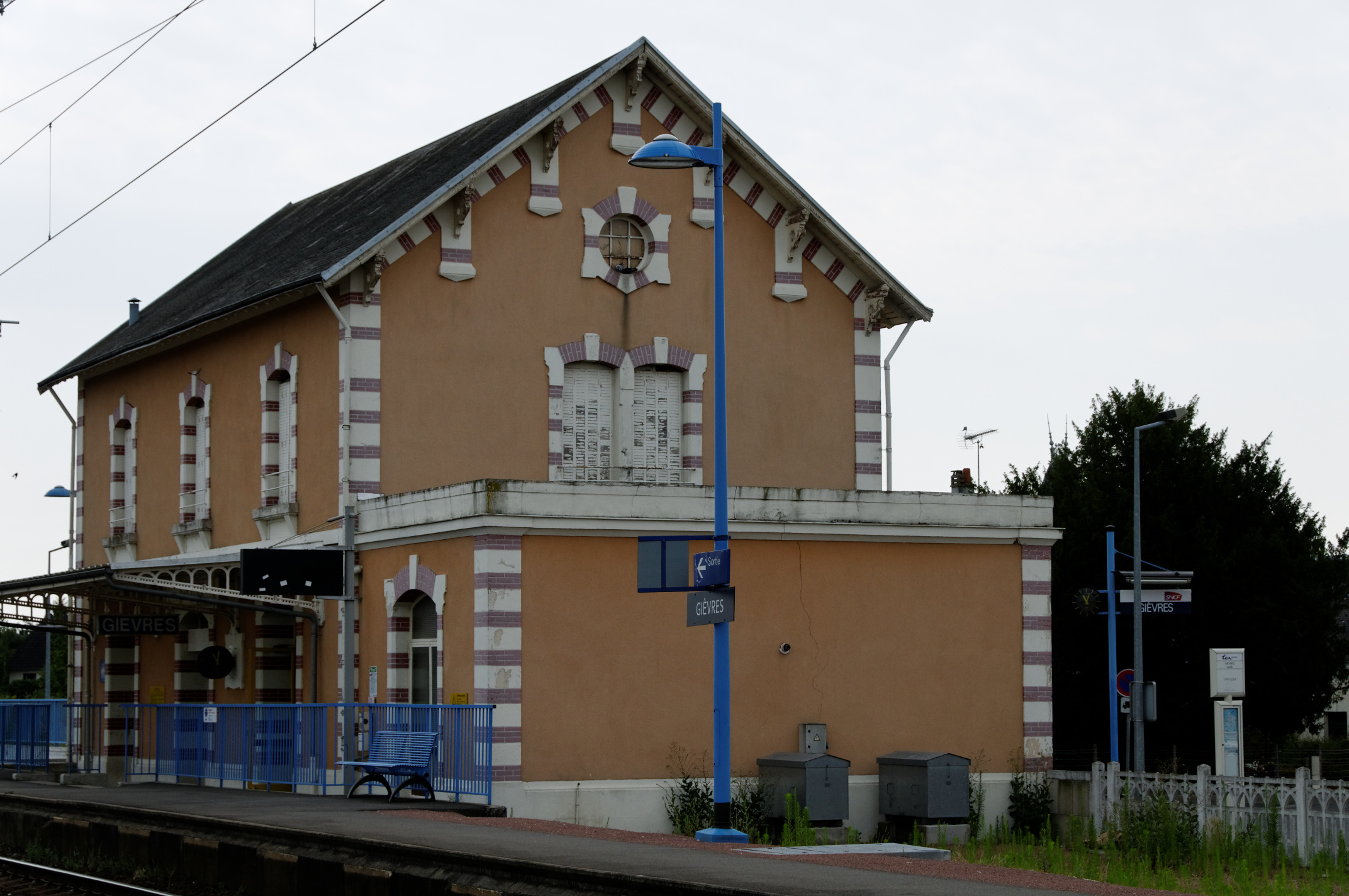
日耶夫尔站的主站房

日耶夫尔位于维耶尔宗—圣皮埃尔代科尔铁路和勒布朗—阿尔让铁路的交汇处。日耶夫尔站位于市区北部，停靠前往图尔、维耶尔宗、萨尔布里和瓦朗赛四个方向的区域列车，部分班次可直通布尔日及讷韦尔。

### 航空
日耶夫尔距离图尔机场的公路里程大约91公里。

### 城市公共交通
截至2024年9月，日耶夫尔暂无城市公共交通系统。

## 政治

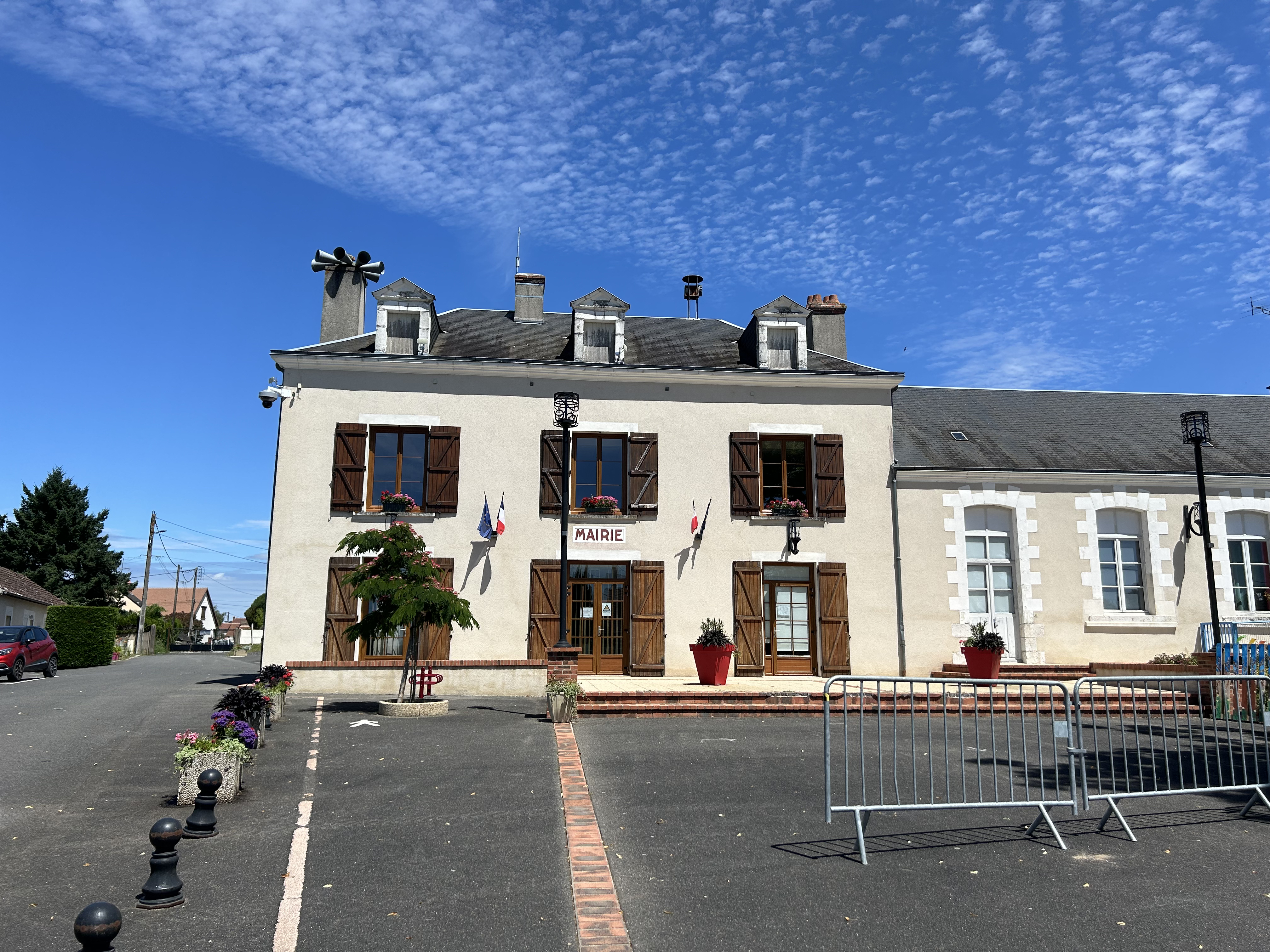
日耶夫尔市政厅

日耶夫尔的现任市长为弗朗索瓦丝·吉洛-勒克莱尔女士（Françoise GILOT-LECLERC），她是一名无党派人士，在2020年的市政选举中获得了48.70%的支持率。
在2022年的法国总统大选的第二轮选举中，法国极右翼政党国民阵线主席玛丽娜·勒庞在日耶夫尔获得了58.13%的支持率。

## 人口
2021年，日耶夫尔市镇人口数量为2,311，在法国排名第4,735位。其中男性1,165人，女性1,146人，75岁及以上人口占11.7%，外籍人口数量为21人，人口密度为61人/平方公里，当地居民被称为（男性）或（女性）。2022年，日耶夫尔境内出生21人，死亡人口38人。
| 日耶夫尔1901年－2021年人口变化情况 |
|                                    |
| 数据来源：Cassini、INSEE           |

## 经济
截至2024年9月，日耶夫尔市镇范围内共有各类用人单位（包含自雇）326家，平均历史为16年，均为中小型企业（PME），2024年7月至9月间，当地的经济活力指数为0。（蔬果销售）和（管道工程）是当地2022年已公布营业额最高的两个企业，分别为1,973,521欧元和499,744欧元。

## 财政与居民收入
2022年，日耶夫尔的财政收入总额为1,869,690欧元，财政支出总额为1,803,910欧元，当年的债务总额为1,137,850欧元。2022年，日耶夫尔市镇通过增值税获得102,100欧元的收入，此外当地还共获得了238,700欧元的国家直接财政补助。
| 日耶夫尔居民收入情况                             | 日耶夫尔居民收入情况 | 日耶夫尔居民收入情况  | 日耶夫尔居民收入情况 |
| 内容                                             | 日耶夫尔             | 法国                  | 统计年份             |
| ------------------------------------------------ | -------------------- | --------------------- | -------------------- |
| 征税家庭总数                                     | 937                  | 1,081（法国市镇平均） | 2022年               |
| 居民平均月收入                                   | 2,056欧元            | 2,435欧元             | 2022年               |
| 高级职员人均月收入                               | 4,276欧元            | 4,331欧元             | 2021年               |
| 中级职员人均月收入                               | 2,266欧元            | 2,470欧元             | 2021年               |
| 普通职员人均月收入                               | 1,686欧元            | 1,801欧元             | 2021年               |
| 贫困率                                           | 不详                 | 14.5%                 | 2020年               |
| 青壮年（15至64岁）失业率                         | 8.1%                 | 7.4%                  | 2020年               |
| 征税家庭数量占比                                 | 34.7%                | 45.5%                 | 2020年               |
| 家庭年均纳税                                     | 2,053欧元            | 4,393欧元             | 2022年               |
| 资料来源：INSEE、L'Internaute、Le Journal du Net |                      |                       |                      |

## 社会事务

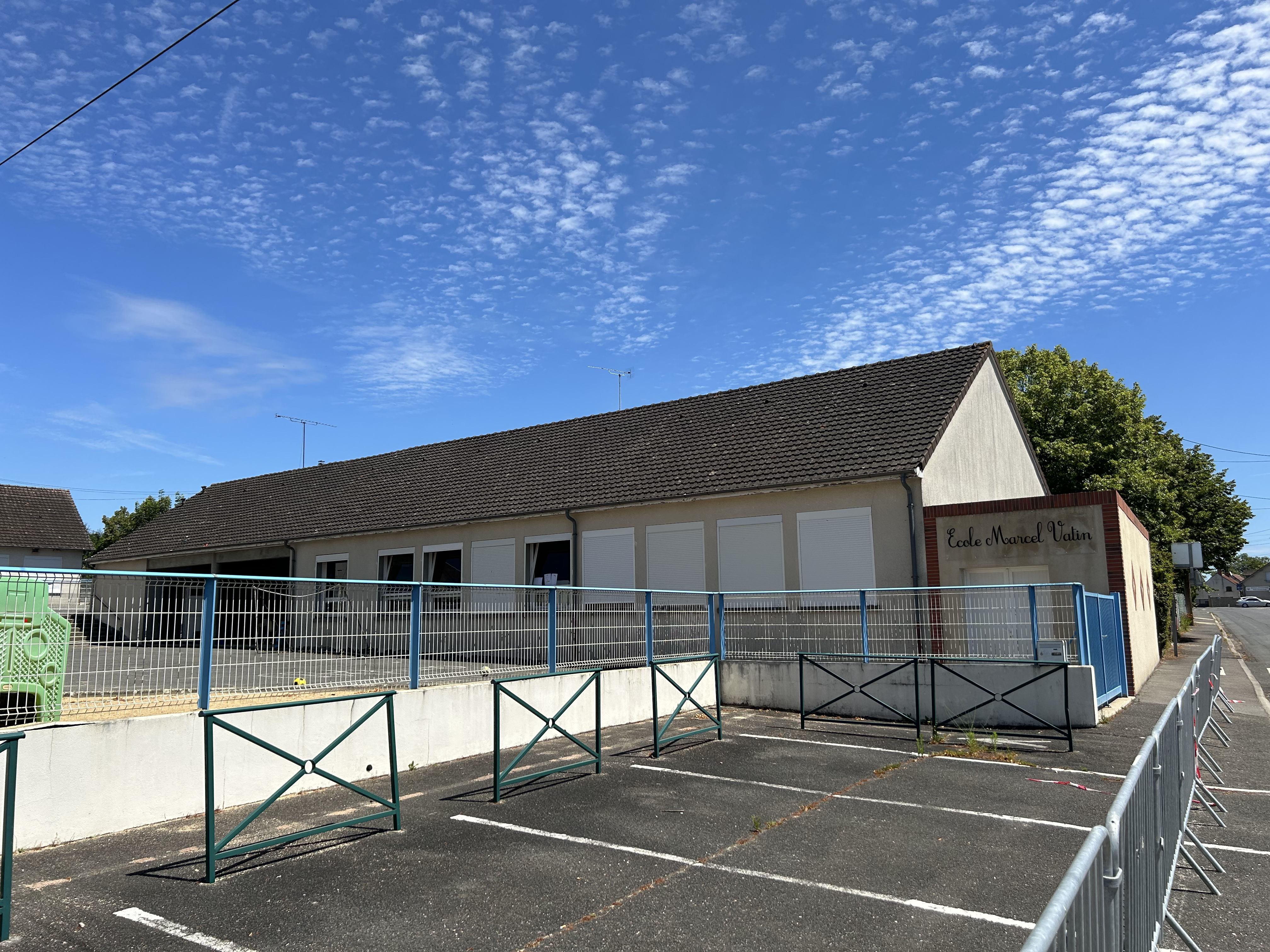
马塞尔·瓦坦小学

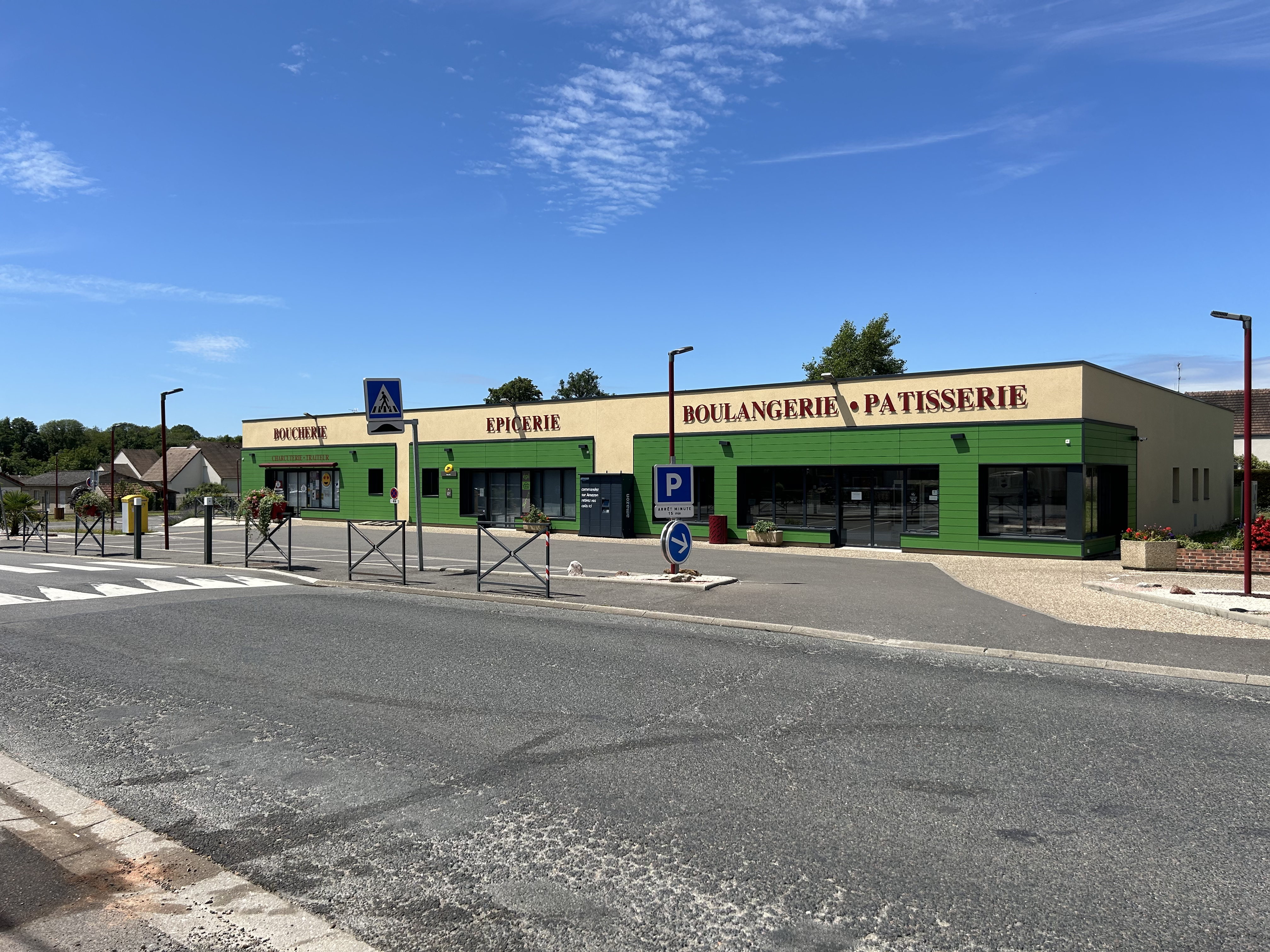
日耶夫尔镇中心的商铺

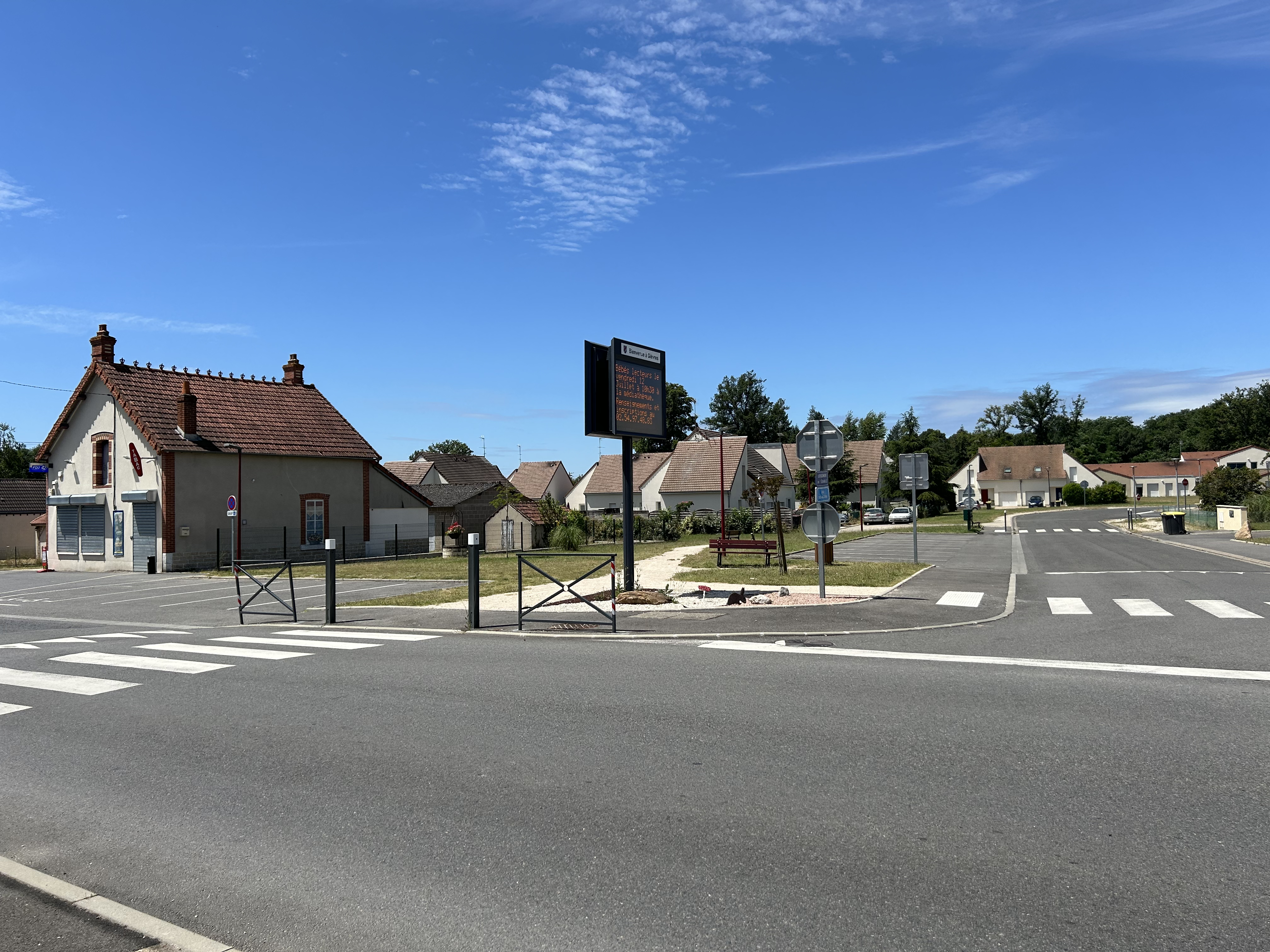
民居

### 教育
日耶夫尔属于奥尔良-图尔学区。截至2023年1月1日，日耶夫尔境内共有2所小学。

### 医疗
截至2022年1月1日，日耶夫尔境内共有全科医生1名、保健师1名、牙医1名、护士2名和药房1家。
距离日耶夫尔最近的区域性医疗机构为罗莫朗坦-朗特奈中心医院（Centre Hospitalier de Romorantin-Lanthenay），其主病区医院位于罗莫朗坦-朗特奈市区西部，距离日耶夫尔市区的正常车程大约13分钟，该院设有床位343个，是当地规模最大的公立综合性医院。

### 住房
2021年，日耶夫尔境内共有各类住房1,067套，其中98.8%为独立式住宅，0.4%为集中式住宅。常住房屋占日耶夫尔市镇范围内居民建筑总量的77.3%。
在住房保障政策方面，2023年，日耶夫尔境内共有75户家庭获得了住房经济补助，受益人数占总人口数量的3.2%，其中30份为房租补助。

### 商业
2021年，日耶夫尔境内共有各类实体商铺25家，其中餐厅5家、杂货店1家、面包房2家、肉铺1家、美容美发店1家、汽车维修店1家。

### 体育
2023年，日耶夫尔境内共有1间体育馆、1处网球场、1处足球或橄榄球场。
截至2024年8月，日耶夫尔境内暂无任何注册足球俱乐部。

### 环境
日耶夫尔的环境事务由其所属的罗莫朗坦-梅讷图市镇公共社区联合各级政府协调负责。2021年，日耶夫尔境内共有1家污染企业。

### 治安
日耶夫尔及其附近的共76个市镇是罗莫朗坦-朗特奈国家宪兵队（zone gendarmerie de Romorantin-Lanthenay）的管辖范围。2020年，该宪兵队累计记录各类案件3,240起，其中盗窃类案件1,545起，经济类案件504起，毒品交易类案件57起。

## 文化

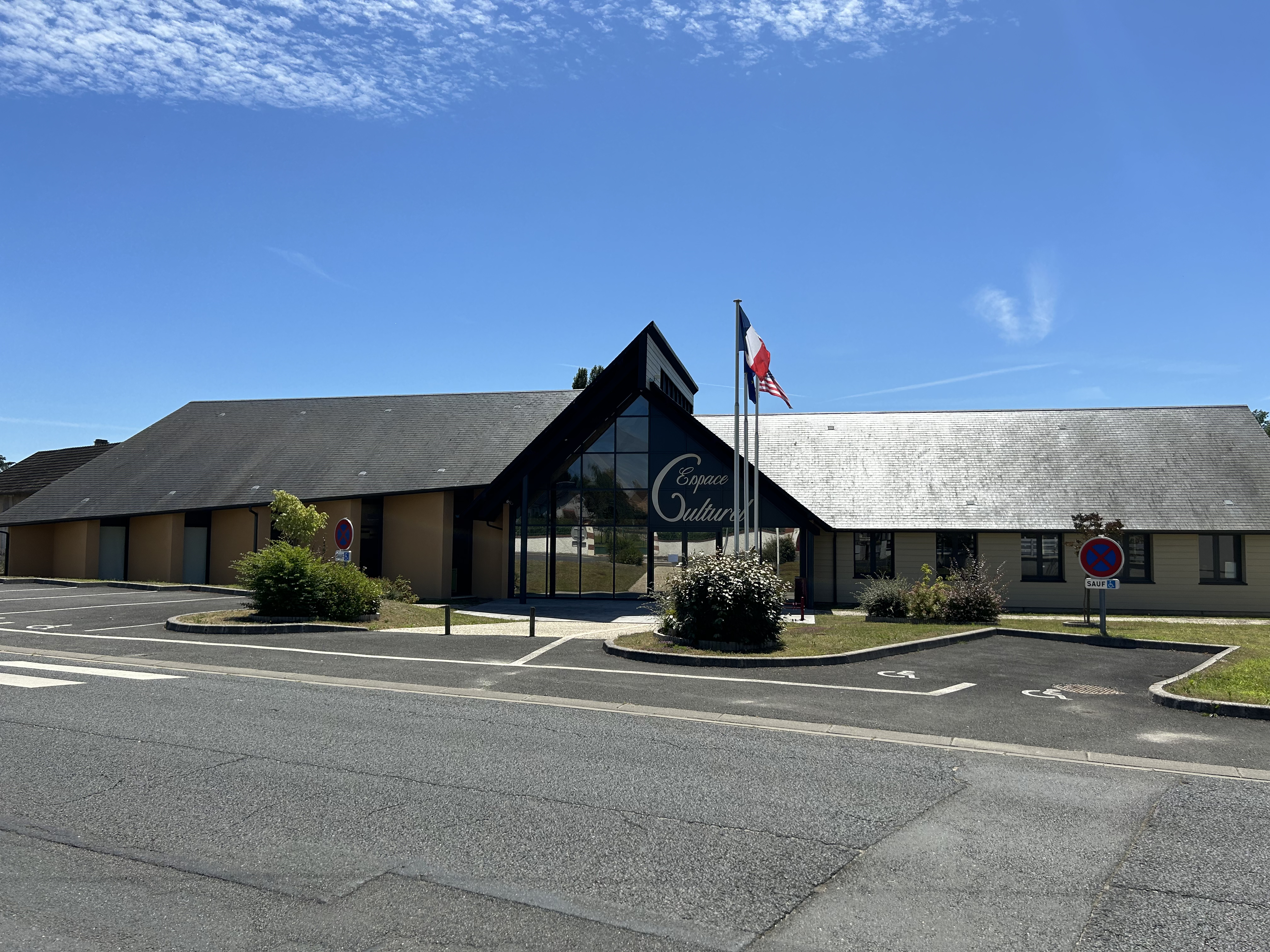
文化中心

2021年，日耶夫尔境内暂无任何文化设施。日耶夫尔境内建有文化中心（Espace Culturel），每周二至六向公众开放。

### 建筑
日耶夫尔境内有多处历史建筑，其中镇中心东南侧的圣伯多禄-圣保罗教堂（Église Saint-Pierre-et-Saint-Paul de Gièvres）是当地的一处地标性建筑物。

### 旅游
日耶夫尔的旅游事务由其所属的罗莫朗坦-梅讷图市镇公共社区联合各级政府协调负责。2024年，日耶夫尔境内共有1家酒店共计20间房间。

### 媒体
法国主要的媒体均可在日耶夫尔接收，法国电视三台下属的中央-卢瓦尔河谷大区频道在部分时段播出日耶夫尔所在卢瓦-谢尔省的地方新闻。图尔卢瓦尔河谷电视台、《中西部新共和国报》、蓝色法兰西贝里广播等是当地的主要地方性媒体。

## 友好城市
截至2024年9月，日耶夫尔暂未与任何城市建立友好城市关系。